# National Union of Women's Suffrage Societies

Affiche uit 1913 om de kracht van de NUWSS te tonen

De National Union of Women's Suffrage Societies (of NUWSS) was een Engelse vrouwenkiesrechtorganisatie. De NUWSS was een meer gematigde organisatie bestaande uit zogenaamde suffragisten, in tegenstelling tot de radicalere Women's Social and Political Union van Emmeline Pankhurst.

## Oprichting en inrichting
In de tweede helft van de negentiende eeuw ontstonden er in Engeland steeds meer verenigingen die zich bezighielden met het vrouwenkiesrecht. Op 14 oktober 1897 voegden een aantal van deze groepen zich samen tot de NUWSS. Deze koepelorganisatie kwam tot stand om de samenwerking tussen de organisaties te vergemakkelijken, maar ook om de vrouwenbeweging als een sterk front te laten overkomen, nadat er in de jaren 1880 enkele conflicten waren geweest. Aangezien de NUWSS naast een zelfstandige vereniging een unie van bestaande verenigingen was, behielden deze veel verantwoordelijkheden en zelfstandigheid, zoals de verantwoordelijkheid over hun eigen gebied binnen Groot-Brittannië. Wel had de NUWSS enkele regels waar de leden zich aan dienden te houden, bijvoorbeeld dat de vereniging politiek neutraal zou zijn (al was de NUWSS in de praktijk in de beginjaren vooral liberaal geaffilieerd).
Het bestuur bestond uit afgevaardigden van de lidorganisaties, waarbij de hoeveelheid afgevaardigden afhing van de grootte van de organisatie en het gebied waar deze actief was. Het bestuur fungeerde in de beginjaren vooral als een verbindend orgaan tussen de organisaties en het parlement. De eerste voorzitter werd Millicent Fawcett, die deze functie tot 1919 zou vervullen. Het bestuur van de NUWSS bestond voornamelijk uit vrouwen uit de gegoede klasse die vaak een echtgenoot of familielid in het parlement hadden zitten (doorgaans voor de Liberale partij). Zij vroegen aandacht voor het stemrecht door bijvoorbeeld bijeenkomsten te organiseren, petities op te stellen en samen te werken met politici die voorstanders van vrouwenkiesrecht waren.
Ondertussen gingen de lidorganisaties door met in de gebieden waar ze actief waren actie te voeren voor het stemrecht. De onderwerpen waar de NUWSS zich mee bezighield bestonden niet alleen uit het kiesrecht, maar ook uit andere zaken die vrouwenemancipatie konden bevorderen, zoals educatie en arbeidsgeschillen.

## Geschiedenis
In 1903 splitste een aantal leden zich af en vormden de WSPU. Zij vonden voornamelijk dat de NUWSS er te lang over deed resultaten te behalen en dat er te veel werd vertrouwd op de goede wil van de Liberale partij. De WSPU bestond uit meer militante suffragettes, onder leiding van de Pankhursts. De NUWSS was bang dat hun militante acties de zaak zouden schaden. Ondanks de afsplitsing bleef het ledenaantal van de NUWSS groeien en kreeg het bestuur meer invloed over de lidorganisaties.
In 1908 werd voor het eerst de regel opgesteld dat er alleen op legale manieren om het kiesrecht mocht worden gevraagd.
Rond 1910 was het aantal lidorganisaties zo gegroeid (naar 207) dat werd besloten deze in federaties in te delen; in 1911 waren dat 16 federaties en 26.000 leden.
De NUWSS sloot in 1912 een verbond met de Labour partij om deze partij bij de verkiezingen te steunen, want Labour steunde als enige het algemeen kiesrecht voor mannen en vrouwen, terwijl de Liberale partij nog geen echte stappen voor vrouwenkiesrecht had ondernomen. Desalniettemin werd er niet in geslaagd het kiesrecht te behalen.
Tijdens de Eerste Wereldoorlog sprak de NUWSS zich minder uit voor de oorlog dan de WSPU, die haar activiteiten stil legde om bij te dragen aan de oorlog. Toch waren ook hier tegenstellingen te vinden; een aantal leden van het bestuur legden bijvoorbeeld hun functie neer toen werd besloten geen deel te nemen aan het Vrouwenvredescongres.

## Kiesrecht
In 1919 werd de Qualification of Women Act aangenomen, die het kiesrecht gaf aan vrouwen van boven de dertig die aan bepaalde kwalificaties voldeden. Millicent Fawcett legde haar functie neer en werd opgevolgd door Eleanor Rathbone. De NUWSS veranderde haar naam vervolgens naar de National Union of Societies for Equal Citizenship. Onder deze naam werd campagne gevoerd voor gelijk stemrecht, wat uiteindelijk in 1928 zou worden gerealiseerd. Hierna splitste de vereniging zich in de National Council for Equal Citizenship en de Union for Townswomen's Guilds, die zich respectievelijk bezighielden met andere campagnes voor gelijke rechten, en educatie en bijstand.